# محمد سليم أفندي
محمد سليم أفندي (بالتركية العثمانية: شہزادہ محمد سلیم، وبالتركية الحديثة: şehzade Mehmed Selim Efendi ) هو أميرٌ عثماني وكذلك الابن الأكبر للسلطان عبد الحميد الثاني من زوجته الثالثة بدر فلك قادين.

## حياته الشخصية والسياسية
وُلِدَ في في قصر دولمة باهجة في عام 1870 م مدينَة إسطنبول في تركيا خلال حكمِ والده الخليفة عبد الحميد الثاني. ولديه ابنٌ اسمه محمد عبد الكريم أفندي وابنة اسمها أمينة نميكا أسين.
وبعد سقوط الدولة العثمانية وقيام الجمهورية التركية تمّ نفيُه إلى بيروت خارج البلاد وتحديدًا مدينة جونية وبقي فيها إلى أن توفي في عام 1937 م ونقل جثمانه ودفن في مسجد السلطان سليم في مدينة دمشق عاصمة سوريا.